# 1. Division 1990-1991
L'edizione 1990-91 della Bundesliga vide la vittoria finale dell'Austria Vienna.
Capocannoniere del torneo fu Václav Daněk dello Swarovski Tirol, con 29 reti.

## La formula
Le dodici squadre del torneo si scontrano in un girone all'italiana con partite di andata e ritorno. Le prime otto accedono ai Meister playoff, le ultime quattro più le prime quattro della Erste Liga ai Mittlere playoff. Alla fine la vincente dei Meister playoff è Campione d'Austria e le squadre seguenti ottengono la qualificazione alla Coppa UEFA, mentre le prime quattro dei Mittlere playoff ottengono il diritto di partecipare alla prossima edizione della Bundesliga austriaca.

## Stagione autunnale
|    | Classifica           | G  | V  | N | P  | GF | GS | Pt |
| -- | -------------------- | -- | -- | - | -- | -- | -- | -- |
| 1  | Swarovski Tirol      | 22 | 13 | 6 | 3  | 49 | 18 | 32 |
| 2  | Austria Vienna       | 22 | 12 | 6 | 4  | 48 | 21 | 30 |
| 3  | Rapid Vienna         | 22 | 13 | 3 | 6  | 47 | 21 | 29 |
| 4  | Sturm Graz           | 22 | 11 | 5 | 6  | 42 | 25 | 27 |
| 5  | SV Casino Salisburgo | 22 | 12 | 2 | 8  | 38 | 28 | 26 |
| 6  | SK Vorwärts Steyr    | 22 | 8  | 6 | 8  | 32 | 33 | 22 |
| 7  | Donawitzer SV Alpine | 22 | 6  | 9 | 7  | 25 | 33 | 21 |
| 8  | Admira Wacker        | 22 | 6  | 7 | 9  | 17 | 29 | 19 |
| 9  | Wiener Sport-Club    | 22 | 7  | 3 | 12 | 25 | 42 | 17 |
| 10 | First Vienna FC      | 22 | 6  | 5 | 11 | 29 | 48 | 17 |
| 11 | Kremser SC           | 22 | 3  | 7 | 12 | 18 | 40 | 13 |
| 12 | VSE Sankt Pölten     | 22 | 3  | 5 | 14 | 18 | 50 | 11 |

## Stagione primaverile
La classifica finale dei Meister playoff è ottenuta sommando una parte dei punti della stagione autunnale con quelli dei playoff stessi, mentre per i Mittlere playoff i punti sono quelli dei soli playoff.

### Meister playoff
|   | Classifica           | G  | V  | N  | P  | GF | GS | Pt |
| - | -------------------- | -- | -- | -- | -- | -- | -- | -- |
| 1 | Austria Vienna       | 36 | 22 | 7  | 7  | 72 | 33 | 36 |
| 2 | Swarovski Tirol      | 36 | 21 | 9  | 6  | 78 | 35 | 35 |
| 3 | Sturm Graz           | 36 | 18 | 9  | 9  | 60 | 37 | 32 |
| 4 | Rapid Vienna         | 36 | 18 | 5  | 13 | 67 | 41 | 27 |
| 5 | SV Casino Salisburgo | 36 | 15 | 7  | 14 | 58 | 48 | 24 |
| 6 | Admira Wacker        | 36 | 9  | 14 | 13 | 31 | 48 | 23 |
| 7 | SK Vorwärts Steyr    | 36 | 10 | 12 | 14 | 46 | 57 | 21 |
| 8 | Donawitzer SV Alpine | 36 | 9  | 11 | 16 | 38 | 61 | 19 |

### Mittlere playoff
|   | Classifica        | G  | V | N | P  | GF | GS | Pt |
| - | ----------------- | -- | - | - | -- | -- | -- | -- |
| 1 | *SK VOEST Linz    | 14 | 7 | 6 | 1  | 24 | 12 | 20 |
| 2 | Kremser SC        | 14 | 7 | 5 | 2  | 23 | 12 | 19 |
| 3 | VSE Sankt Pölten  | 14 | 7 | 5 | 2  | 19 | 9  | 19 |
| 4 | First Vienna FC   | 14 | 6 | 4 | 4  | 22 | 18 | 16 |
| 5 | *VfB Mödling      | 14 | 4 | 4 | 6  | 16 | 14 | 12 |
| 6 | *Linzer ASK       | 14 | 4 | 3 | 7  | 18 | 32 | 11 |
| 7 | *SV Stockerau     | 14 | 2 | 4 | 8  | 16 | 28 | 8  |
| 8 | Wiener Sport-Club | 14 | 3 | 1 | 10 | 14 | 27 | 7  |

(*) Squadre appartenenti alla Erste Liga.

## Verdetti
- Austria Vienna Campione d'Austria 1990-91.
- Swarovski Tirol e Sturm Graz ammesse alla Coppa UEFA 1991-1992.
- SK VOEST Linz (che cambierà il nome in FC Stahl Linz), Kremser SC, VSE Sankt Pölten e First Vienna FC ammesse alla 1. Division 1991-1992.